# Melanolophia conspicua
Melanolophia conspicua là một loài bướm đêm trong họ Geometridae.